# Vojo Šiljak
Vojo Šiljak (Bjelovar, 27. rujna 1941.), hrvatski novinar, radijski i televizijski voditelj.

## Životopis

### Počeci
Rodio se u Bjelovaru 1941. godine. Djetinjstvo je proveo u Bolču. Pohađao je gimnaziju u Bjelovaru. Glumio je u bjelovarskom kazalištu koje je vodio Eduard Špoljar. Trenirao je rukomet i odbojku (bio je kapetan odbojkaške ekipe). Za vrijeme studija bio je član KUD-a „Ivan Goran Kovačić”, gdje se amaterski bavio glumom. Na nagovor prijatelja Fabijana Šovagovića i Svena Laste, prijavio se na audiciju za emisiju „Nedjeljom u sedam”, 1965. godine. Prošao je i započeo raditi na televiziji, a od 1969. godine i na radiju. 

### Novinarski i voditeljski rad
Kao srednjoškolac uređivao je Naš list i Spektar mladosti. U profesionalnome novinarstvu je od 1963., prvo kao suradnik, pa urednik Studentskog lista. Suradnik Radio Zagreba bio je od 1966. do 1968. Od 1968. do 1969. radio je u tjedniku za kulturu Telegram, a zatim opet na Radio Zagrebu do umirovljenja 2006. Imao je nadimak "Mike Bongiorno".
Na Radiju Zagreb, Radiju Sljeme, odnosno Hrvatskom radiju vodio je mnoge popularne emisije: Taksi za Babilon, Zeleni megaherc, Crvena jabuka, Vikend program nedjeljom, Ulicama kružim ne bih li se sreo (koju je vodio do 2009., kada je Hrvatski radio zbog štednje otkazao suradnju umirovljenim novinarima, što je Šiljak prokomentirao: “Drago mi je što ću tako pridonijeti financijskoj stabilizaciji HRT-a. Zrno do zrna pogača, kamen do kamena palača, kuna do kune - katedrala duha”).
Na Televiziji Zagreb odnosno Hrvatskoj televiziji vodio je emisije: „Mali noćni razgovori”, „Kviz DO RE MI”, „Crno-bijelo u boji” i dr. „Mali noćni razgovori”, koje je vodio zajedno sa Zvonkom Zmazekom i Dobricom Silobrčićem bio je prvi talk-show na ovim prostorima.
Surađivao je i u Poletu, Plavom vjesniku, Vjesniku u srijedu, Bjelovarskom listu, Zovu i inim glasilima.

### Obitelj
U braku je sa suprugom Đurđom. 

## Nagrade i priznanja
- Premio Ondas (Radio Barcelona)
- Više nagrada na Ohridskome radijskom festivalu
- Nagrada Marija Jurić Zagorka (HND, 1997.)[Opaske 2]
- Nagrada "Ivan Šibl" za životno djelo (HRT, 2000.)
- Nagrada "Otokar Keršovani" za životno djelo (HND, 2007.)

### Opaske
1. ↑  Zajednička emisija drugog programa Radio Zagreba i Radio Beograda.
2. ↑  Godine 1997. dobio je Nagradu Marija Jurić Zagorka za najbolje uređenu radijsku emisiju zajedno s Duškom Radićem za emisiju »Zvižduća priča« (Hrvatski radio, Radio Zagreb).